# Ла Ботеља (Минатитлан)
Ла Ботеља (шп. La Botella) насеље је у Мексику у савезној држави Веракруз у општини Минатитлан. Насеље се налази на надморској висини од 16 м.

## Становништво
Према подацима из 2010. године у насељу су живела 2 становника.

### Хронологија
| Година       | 2000        | 2010 |
| ------------ | ----------- | ---- |
| Становништво | 21 (13 / 8) | 2    |

### Попис
| # | Индикатор                     | Вредност |
| - | ----------------------------- | -------- |
| 1 | Укупно домаћинстава           | 1        |
| 2 | Укупно насељених домаћинстава | 1        |
| 3 | Величина локације             | 1        |